# Kleine aardappelbovist
De kleine aardappelbovist (Scleroderma areolatum) is een schimmel behorend tot de familie Sclerodermataceae. Hij groeit op voedselrijke zandgrond bij loofbomen, vooral eiken, maar verdraagt ook kalkbodems. De soort komt zeer algemeen voor, onder meer in plantsoenen en tuinen.

## Kenmerken

### Uiterlijke kenmerken
Vruchtlichaam
Het vruchtlichaam is regelmatig bol- tot knolvormig en heeft een diameter van 1 tot 4 cm (soms worden exemplaren gevonden van 7 cm). De bruingele buitenzijde is voorzien van vlakke donkere schubjes waardoor een luipaardachtig patroon ontstaat. De buitenwand is dun (1 mm), maar relatief stevig en kan indeuken zonder scheuren. De huid kleurt rood bij krabben (mits vers). Bij doorsnijden van verse exemplaren kleurt het vlees vooral aan de basis rood. Na lage nachttemperaturen verdwijnt dit determinatiekenmerk. Het inwendige is bij jonge exemplaren wittig en compact, maar naarmate de zwam ouder is wordt dit donker grijsbruin en poederig. Aan de bovenzijde vormt zich dan een onregelmatige scheurtje waardoor de sporen worden verspreid. De schil kleur rood met KOH.
Steel
Het vruchtlichaam staat op een dunne korte steel (1-2 cm) met enkele witte strengen aan de basis. 
Sporen
De sporen zitten in het vruchtlichaam en zijn zwart van kleur.
Geur
De geur is onaangenaam, rubberachtig.

### Microscopische kenmerken
De sporen zijn rond en hebben gebogen stekels. Ze zijn 9,2–14 μm groot, met stekels die nog eens 1,4–1,6 μm lang zijn.

## Vergelijkbare soorten
De gele aardappelbovist heeft een dikkere buitenschaal, geen steel en is meestal groter. De sporen er van hebben een verhoogd netwerk in plaats van gebogen stekels.

## Verspreiding
In Nederland en België komt de kleine aardappelbovist zeer algemeen voor. Groeitijd is in de nazomer en herfst.

## Eetbaarheid
Deze bovist is giftig. Het eten van grotere hoeveelheden leidt tot braken, diarree en soms flauwvallen.

## Foto's

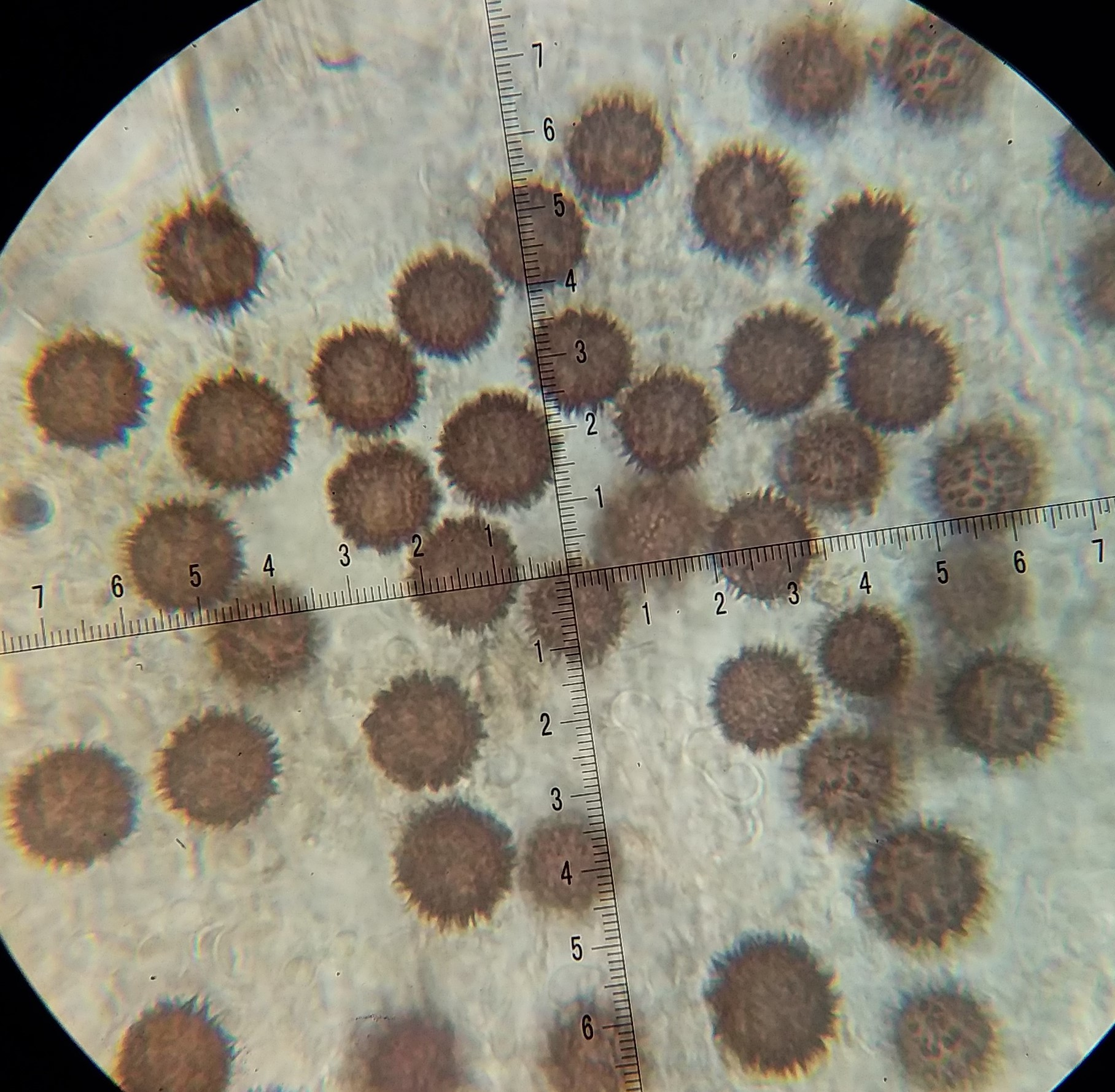
Sporen
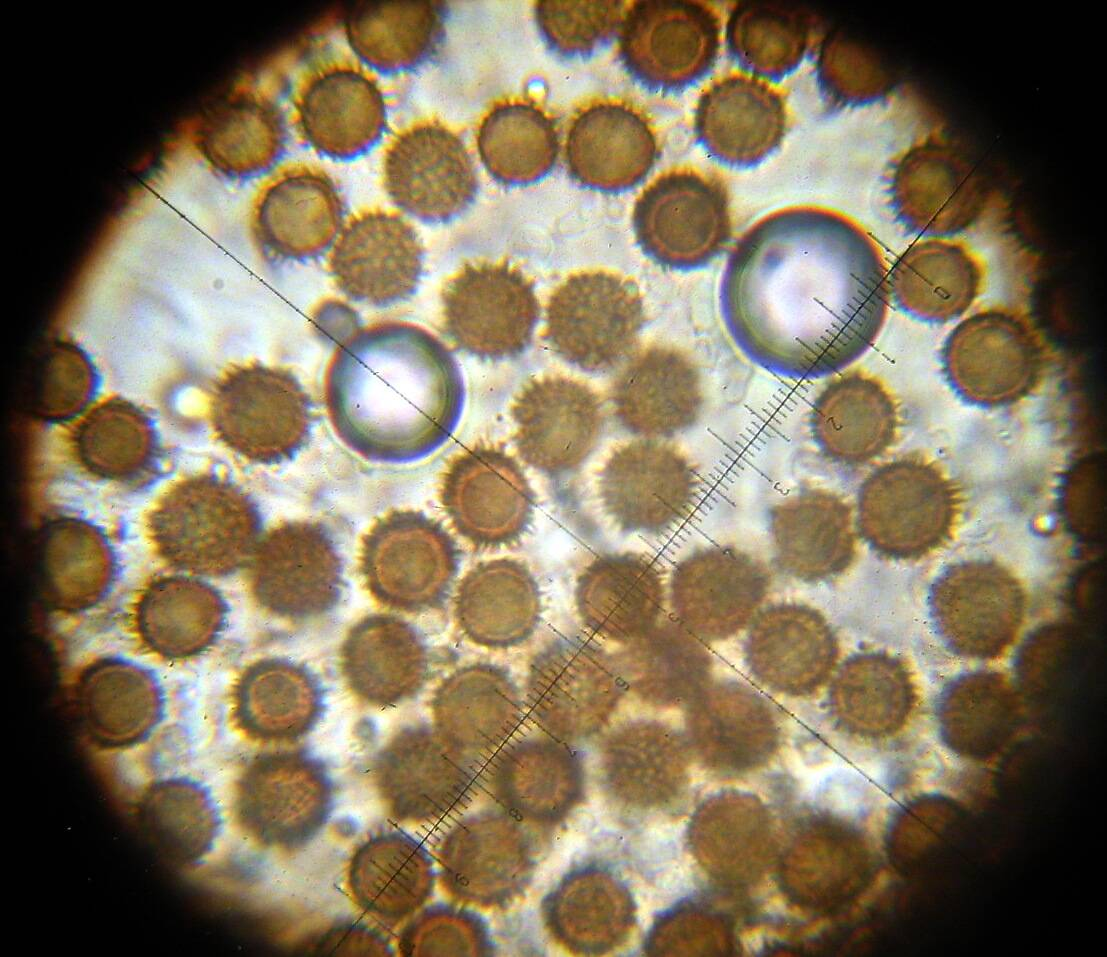
sporen
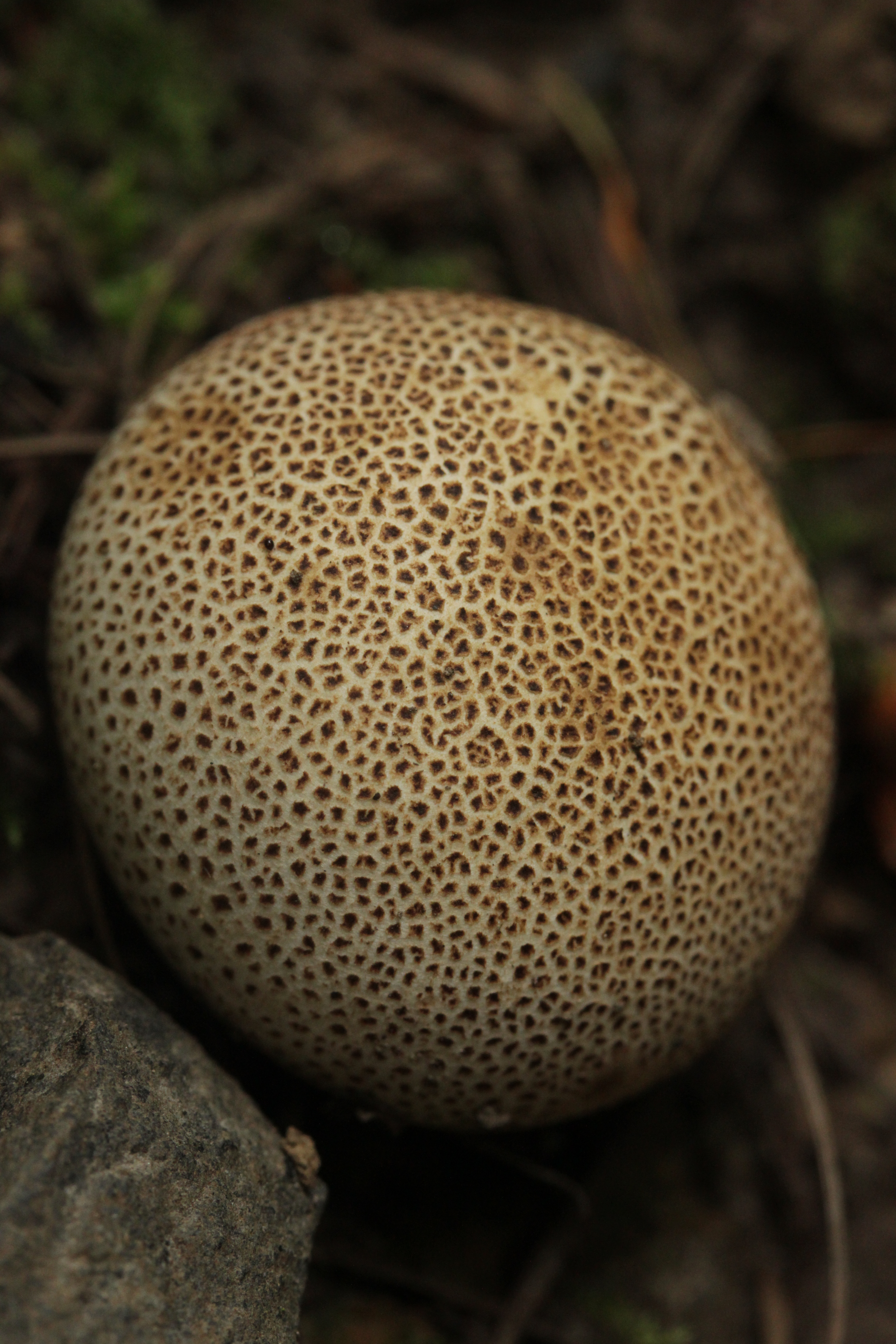
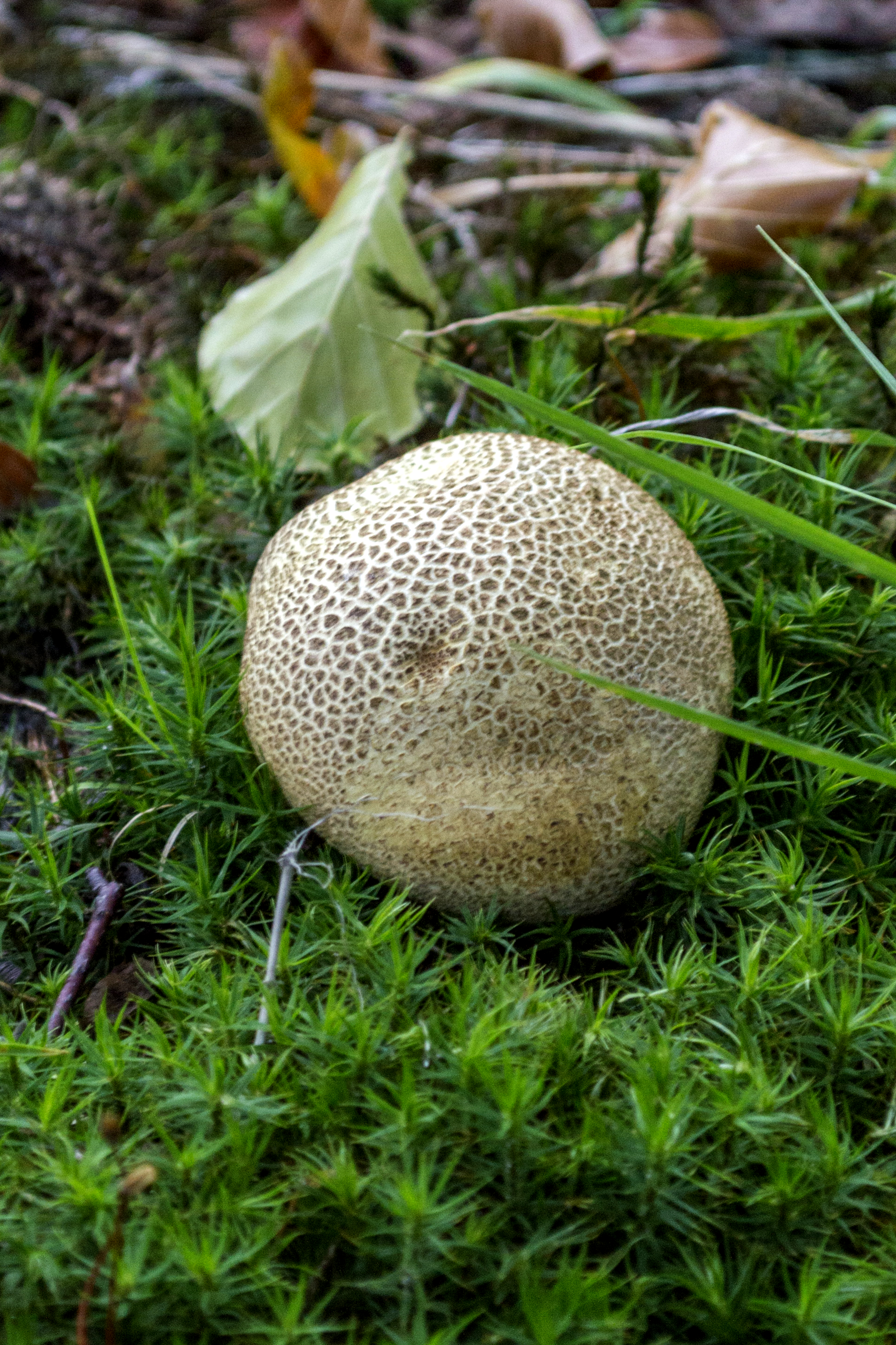
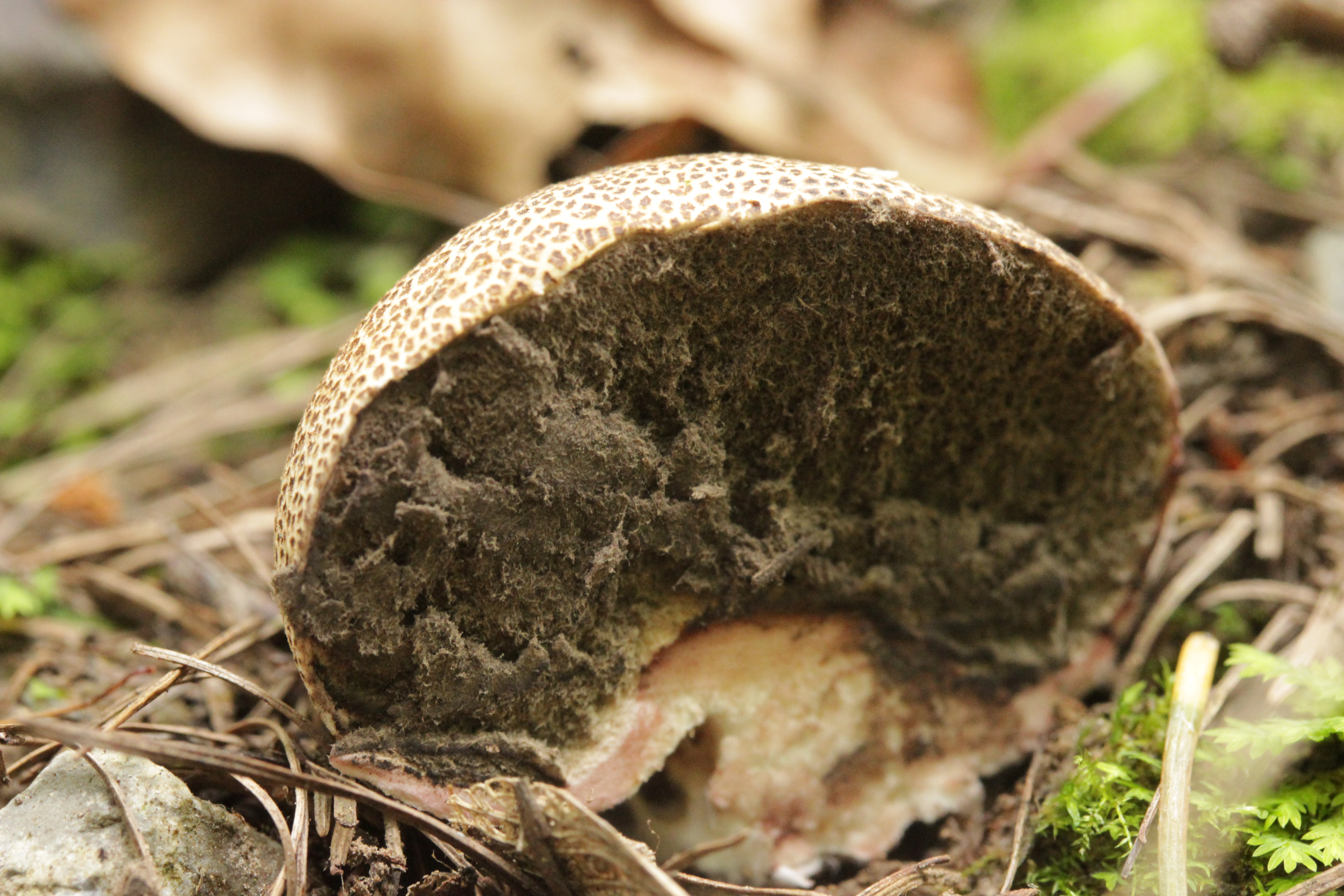
Doorsnede